# Jiří Lála
Jiří Lála, född 21 augusti 1959 i Tábor, är en före detta tjeckoslovakisk ishockeyspelare.
Han blev olympisk silvermedaljör i ishockey vid vinterspelen 1984 i Sarajevo.